# بوريسلاف ستويانوف
بوريسلاف ستويانوف (بالبلغارية: Борислав Стоянов)‏ هو لاعب كرة قدم بلغاري في مركز حراسة المرمى، ولد في 13 فبراير 1985 في صوفيا في بلغاريا. لعب مع أكاداميك صوفيا.

## وصلات خارجية
- بوريسلاف ستويانوف على موقع قاعدة بيانات كرة القدم.إي يو (الإنجليزية)